# Penisola di Bruce (Canada)

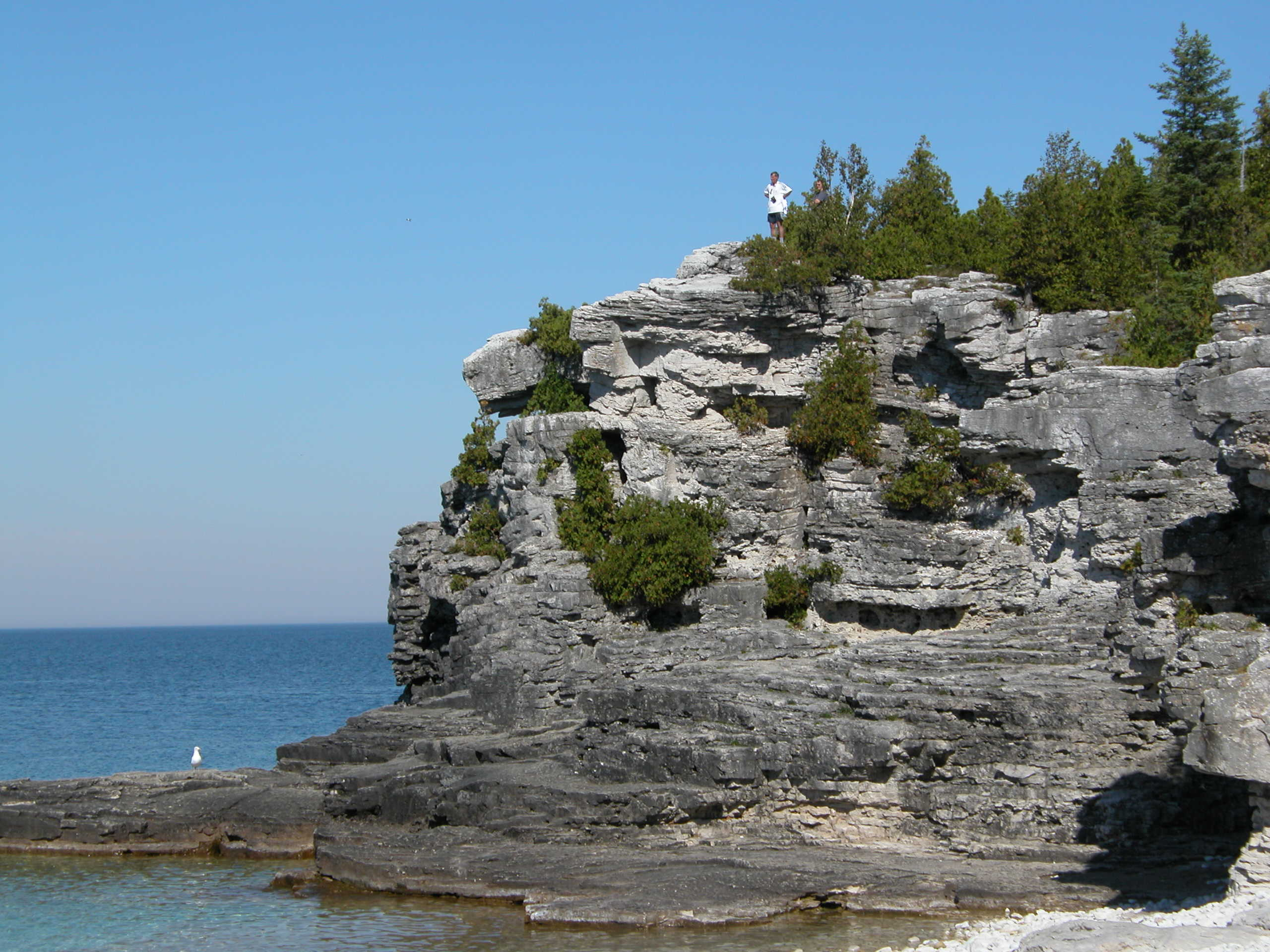
Scarpata della penisola di Bruce

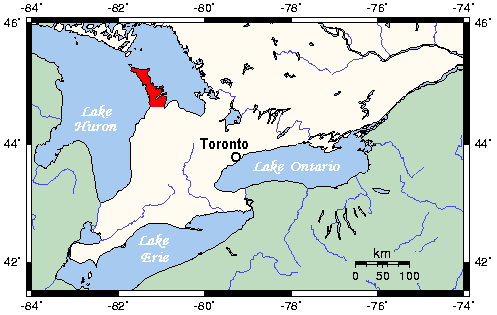
Localizzazione della penisola di Bruce

La penisola di Bruce è una penisola del Canada, nella provincia dell'Ontario. Si allunga in direzione nord-ovest dal resto dell'Ontario meridionale, tra la Georgian Bay ad est e il bacino principale del Lago Huron a ovest, puntando verso l'isola Manitoulin dalla quale è separata da uno stretto. La penisola di Bruce è parte della formazione nota come Scarpata del Niagara.
Da un punto di vista amministrativo, la penisola di Bruce è parte della Contea di Bruce e fa parte dell'omonimo parco nazionale .La regione è una popolare destinazione turistica, e si trova a circa 3 ore a nord-ovest di Toronto.